# Pluvialis apricaria

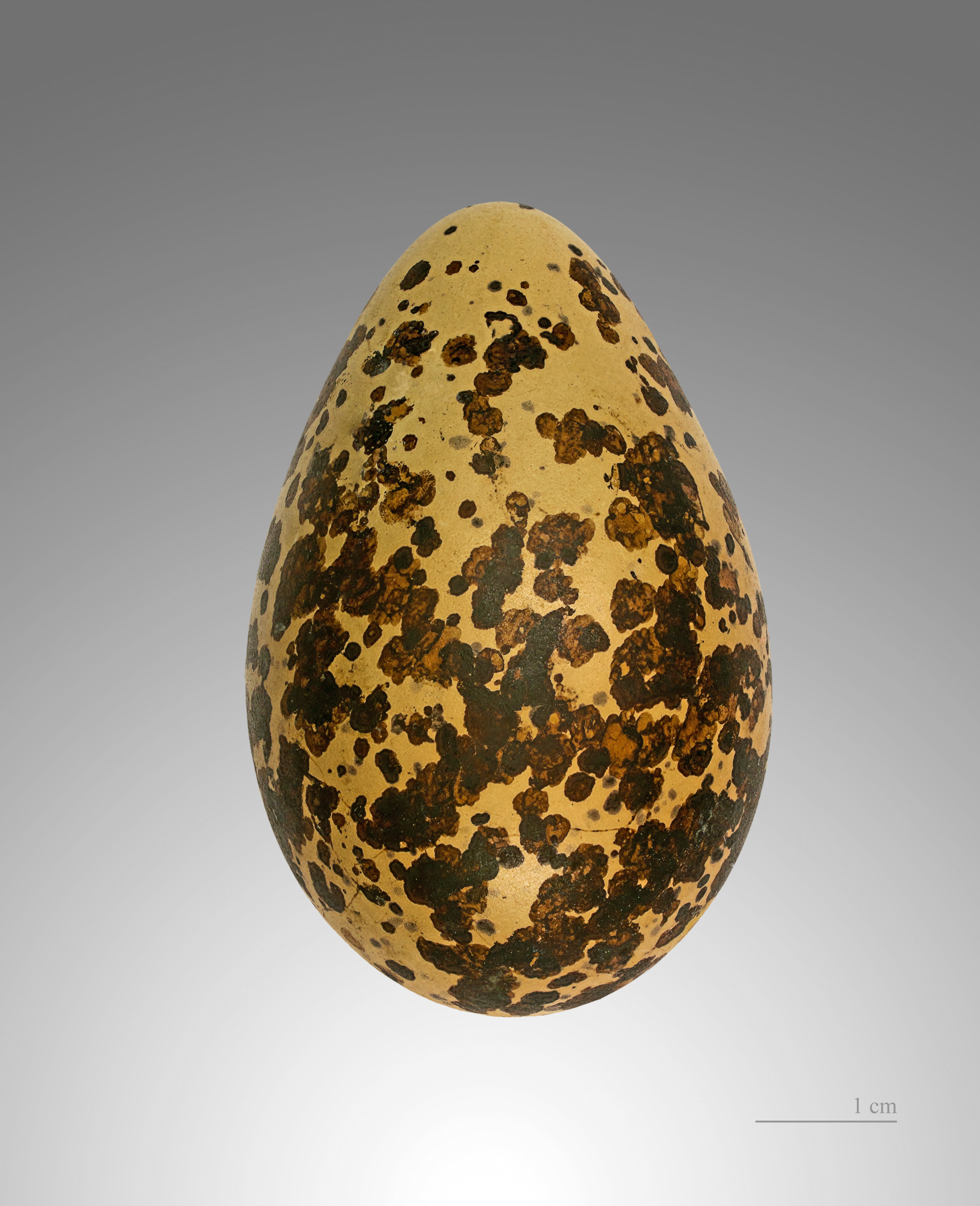
Uovo

Il piviere dorato (Pluvialis apricaria, Linnaeus 1758), è un uccello della famiglia dei Charadriidae.

## Aspetti morfologici
Il piviere dorato è un uccello caradriforme, caratterizzato da zampe alte e sottili, con alluce ridotto o assente, becco relativamente corto, diritto e appuntito, livrea spesso variabile con le stagioni, a tinte sobrie sui toni del bruno, del nero, del bianco, ornata di macchie subtriangolari in genere color oro.

## Sistematica
Pluvialis apricaria ha due sottospecie:
- Pluvialis apricaria altifrons
- Pluvialis apricaria apricaria
  - Pluvialis apricaria orophilos sottospecie di P. a. apricaria

## Distribuzione e habitat
Questo uccello nidifica nella tundra artica e nelle brughiere dell'Europa settentrionale e dell'Asia nord-occidentale fino al Kazakistan e anche in Groenlandia. In inverno migra nell'Europa centrale e meridionale (compresa l'Italia), in Africa settentrionale, nella Penisola Arabica, in Iran, Pakistan  e in Australia. È invece di passo nel Canada e negli Stati Uniti nord-orientali, in Alaska, Mongolia, India, Siria, Yemen e Oman, e in Africa occidentale a sud del Marocco fino al Sierra Leone.